# 威廉·勒巴隆·詹尼

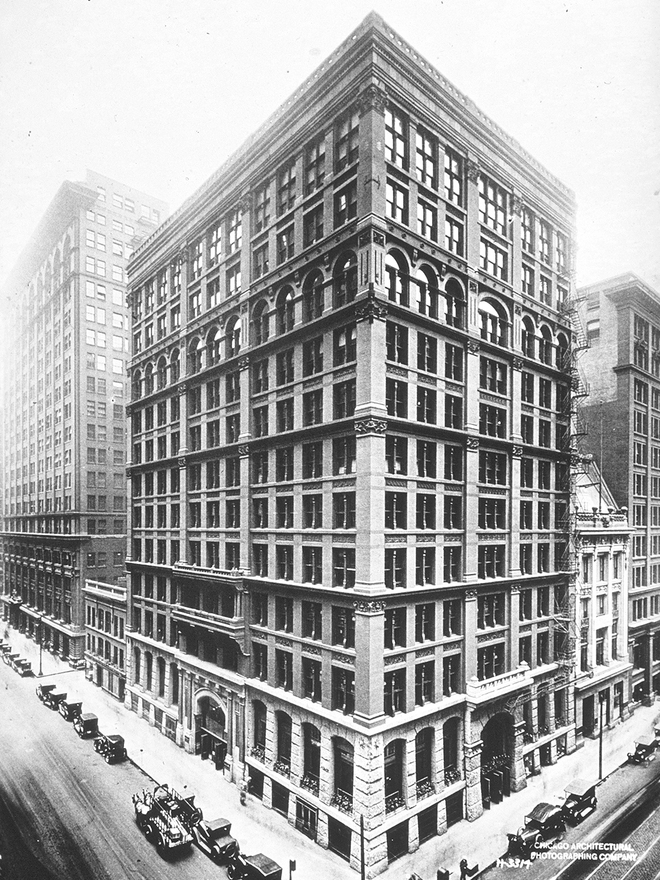
建于1885年的芝加哥家庭保险大楼是威廉·詹尼最著名的作品之一。

威廉·勒巴隆·詹尼（英語：William LeBaron Jenney，1832年—1907年），美國建築師與工程師，被称为“摩天樓之父”。

## 生平
1832年9月25日，他出生於麻薩諸塞州的Fairhaven。詹尼於巴黎修習工程學與建築學，後於1861年回到美國，以一位工程師的的身分參予南北戰爭中的聯邦軍。1867年，威廉·勒巴隆·詹尼男爵遷往伊利諾州芝加哥，並且開始了自己的職業──商業大廈專業研究。在往後的芝加哥學派的領導者中，如路易士·蘇利文與丹尼爾·伯納姆，皆屬於詹尼的建築學學徒訓練的職員。威廉·勒巴隆·詹尼男爵最為人所知的10層家庭保險大樓位於芝加哥，它曾是最早的摩天大樓，也是世界最早的摩天大樓。此金屬框架摩天樓建於1885年，拆毀於1931年。此設計使用金屬製的柱與樑取代石與磚以支持上一層的樓面。運用此一方式設計的建築物重量減少了，因而能夠修建更高的結構。